# Маяк Лиерны (озеро Комо)
Il Faro di Lierna представляет собой внушительную гранитную стелу, созданную скульптором Джаннино Кастильони, расположенную в Лиерне в Ломбардии, на берегу озера Комо.

## Описание
Величественный монумент, расположенный на площади Пьяцца ди Лиерна, видит у подножия стелы фонтан с водой, из которого течет целебная вода Валь Донедо, также упомянутая древними римлянами, а на вершине находится действующий маяк. Кастильони завершил монументальную лестницу, спускающуюся к озеру, с помощью метафоры, символизирующей водопад из фонтана, спускающегося в озеро.
Кастильони, как и Леонардо да Винчи, всегда изучал движение воды.
В течение 2016 была проведена полная консервативная реставрация произведения искусства.